# Heliaeschna uninervulata
Heliaeschna uninervulata är en trollsländeart. Heliaeschna uninervulata ingår i släktet Heliaeschna och familjen mosaiktrollsländor. IUCN kategoriserar arten globalt som livskraftig.

## Underarter
Arten delas in i följande underarter:
- H. u. beesoni
- H. u. uninervulata